# Lucius II.
Lucius II. (?, Bologna – 15. února 1145, Řím) byl 166. papež katolické církve od 9. března 1144 do své smrti.

## Pontifikát
Boloňský kardinál Gerardo Caccianemici byl v době zvolení papežem bývalým kancléřem Inocence II. a legátem v Německu u krále Lothara III. Jeho velkou ambicí bylo vypořádání se s římskou komunou, s čímž se obrátil na krále Rogera II. Sicilského a římskou šlechtu. Nakonec požádal o pomoc i německého krále Konráda III. Štaufského, který ale hrál obojetnou politiku jak s papežem, tak i s komunou (která k němu také vyslala své zástupce). Proto nakonec Lucius II. zaútočil s několika vojenskými oddíly na Kapitol, což se mu (byl v první řadě) stalo osudným. Po zásahu kamenem do hlavy přestal být schopen velet a 15. února 1145 v klášteře San Gregorio zemřel. Pohřben byl v Lateránské bazilice.

## Odkazy

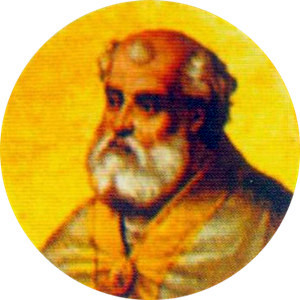
Portrét papeže Lucia II. v bazilice sv. Pavla za hradbami